# OTMA

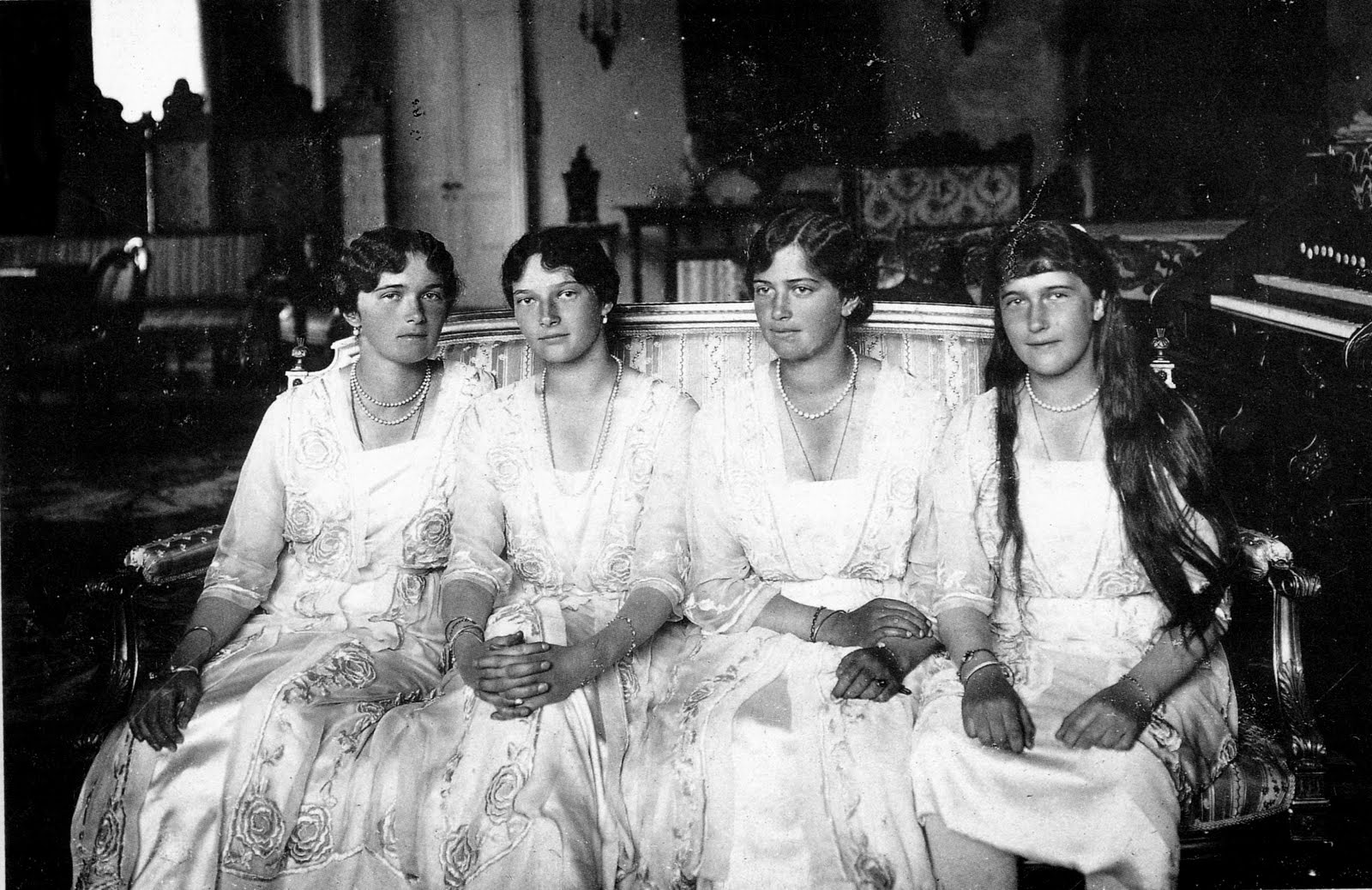
從左到右，從最年長到最年輕：Olga（奧麗加）、Tatiana（塔季揚娜）、 Maria（瑪麗亞）和 Anastasia（安娜塔西亞），拍攝於1916年。

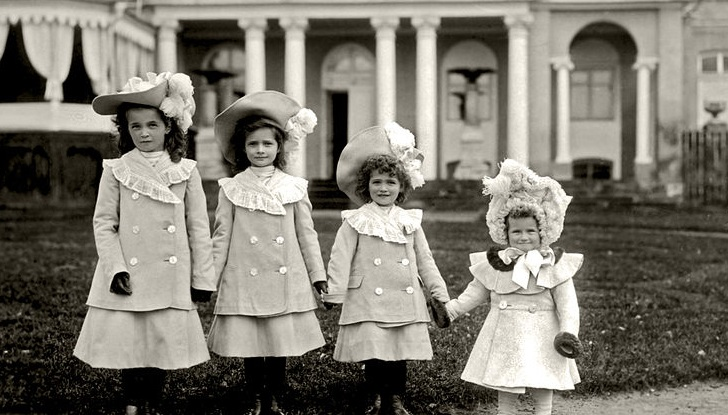
OTMA，拍攝於1903年。

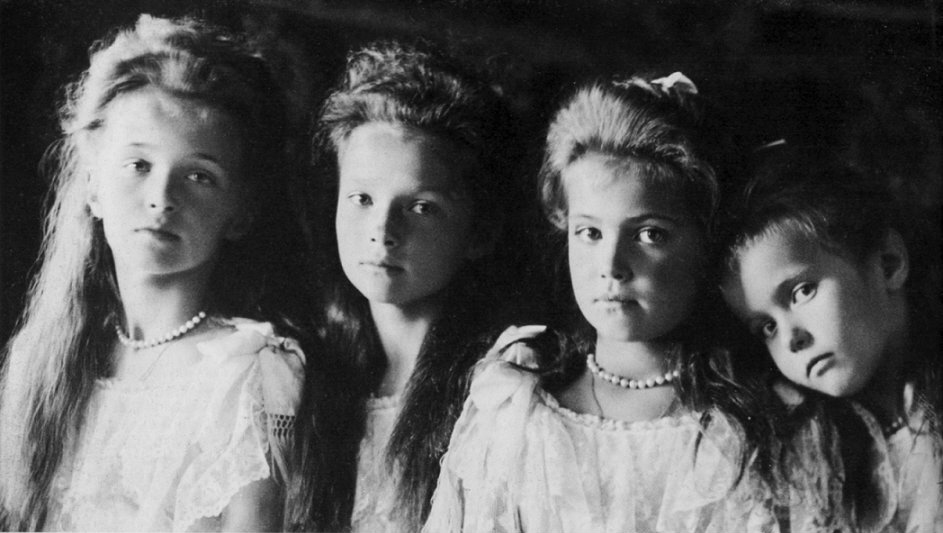
OTMA，拍攝於1906年。

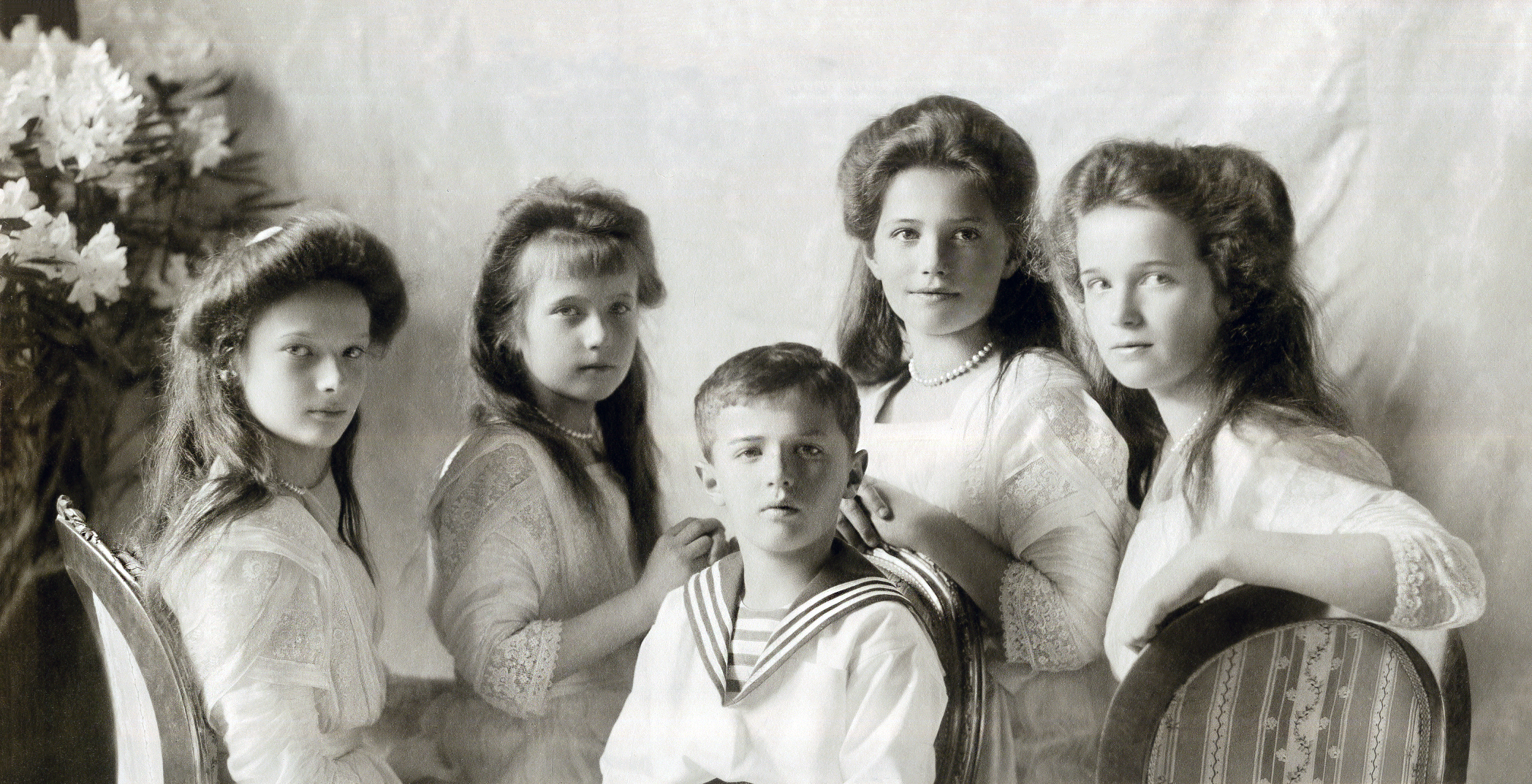
（左起）塔季揚娜、安娜塔西亞、阿列克謝、瑪麗亞、奧麗加，拍攝於1910年。

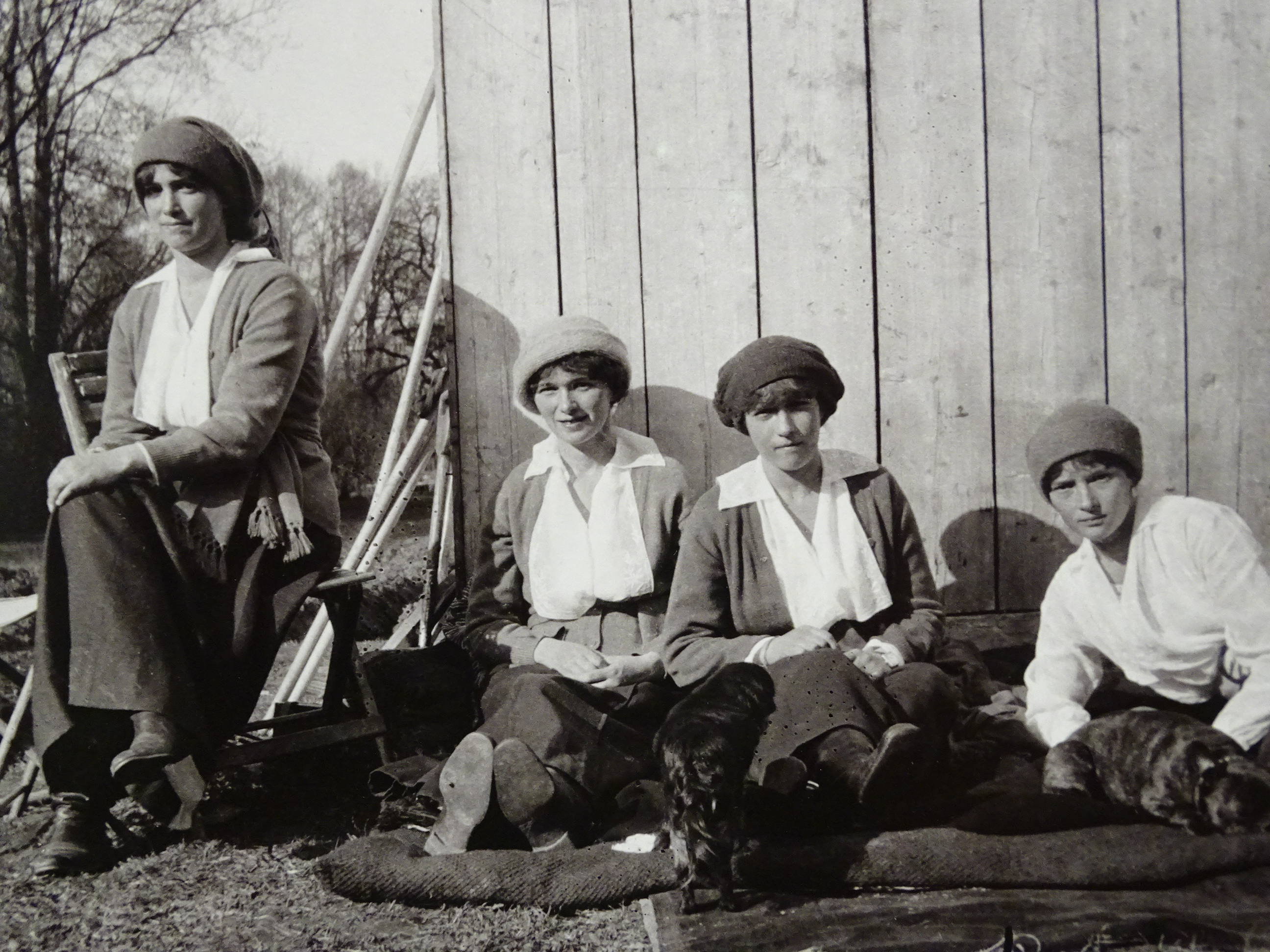
（左起）瑪麗亞、奧麗加、安娜塔西亞、塔季揚娜，1917年，拍攝於沙皇村。

OTMA是俄羅斯沙皇尼古拉二世及其妻兼皇后亞歷山德拉·費奧多羅芙娜所生的四個女兒：奧麗加、塔季揚娜、瑪麗亞和安娜塔西亞有時會使用的合稱。

## 由來
OTMA四個字母分別取自俄國四位末代公主的名字的第一個字母，按照她們的年齡順序排列出來，其公主的名字分別是：
1. Ольга──奧麗加·尼古拉耶芙娜·羅曼諾娃女大公（1895年11月15日－1918年7月17日），長女兼大公主。
2. Татьяна──塔季揚娜·尼古拉耶芙娜·羅曼諾娃女大公（1897年6月10日－1918年7月17日），次女兼二公主。
3. Мария──瑪麗亞·尼古拉耶芙娜·羅曼諾娃女大公（1899年6月27日－1918年7月17日），三女兼三公主。
4. Анастасия──阿纳斯塔西娅·尼古拉耶芙娜·罗曼诺娃女大公（1901年6月18日－1918年7月17日），四女及么女兼四公主與小公主。

女大公們在童年時代時想出「OTMA」作為彼此關係親密的標誌並將其寫在日記之中，她們是維多利亞女王的外曾孫女，其母亞歷山德拉皇后也會說英語。因此即使女大公們是土生土長的俄羅斯人也能流利地使用英語。
長女奧麗加和次女塔季揚娜住在同一個房間，兩人經常在一起，被人稱作「年長組」。三女瑪麗亞和四女兼么女安娜塔西亞也住在同一個房間，兩人經常在一起，被人稱作「年幼組」。沙皇尼古拉二世一家在1917年俄國革命爆發後遭到關押，他們只被允許發送幾封信。女大公們於1917年被監禁一直到1918年7月遭到殺害之前的期間，在寄給她們的親人與朋友的信件中經常使用OTMA作為信件上的共同署名。

## 四姊妹的特徵

### 奧麗加·尼古拉耶芙娜
四姊妹之中最喜歡學習，但有點固執和叛逆而且禮儀表現不佳。在宮殿外有朋友，她於1917年俄國革命爆發的期間得知父母在外流傳的負面形象時為此所苦。

### 塔季揚娜·尼古拉耶芙娜
四姊妹之中儀態最優雅，有著虔誠的心和可愛的聲音，書寫信件時喜歡使用具藝術性的字母樣式。喜好衣服、 珠寶、香水，將自己打扮得極具魅力，但是對學業毫無興趣。在一次大戰期間曾擔任過隨軍護士，受到了許多士兵的喜愛。

### 瑪麗亞·尼古拉耶芙娜
四姊妹之中最大膽、最受歡迎，但習性懶惰也對學業漠不關心，但是成績卻相當優秀。左撇子。熱衷於戀愛，夢想著結婚並且共組成家庭。

### 安娜塔西亞·尼古拉耶芙娜
安娜塔西亞的個性很活潑與機靈，她的幽默感常逗笑全家人。安娜塔西亞在學習上的理解能力相當突出，但很快就會感到無聊並失去興趣。她和弟弟阿列克谢·尼古拉耶维奇的關係很好並且也有著某種默契。